# Conglomerado Alfa
O  Conglomerado Alfa é uma empresa brasileira com sede na cidade de São Paulo e unidades em São Paulo, Campinas, Rio de Janeiro, Belo Horizonte, Curitiba, Porto Alegre, Salvador e Brasília. A história da empresa começa em 1925, com a fundação do Banco da Lavoura de Minas Gerais. Em 1971, o Banco da Lavoura alterou sua denominação para Banco Real e posteriormente criou outras empresas financeiras, que constituíram o Conglomerado Financeiro Real.
Em 1998, o Banco Real teve seu controle acionário vendido ao ABN Amro Bank. As empresas financeiras não vendidas deram origem ao Conglomerado Financeiro Alfa. Desde 1925, essa trajetória, somada ao profissionalismo e à experiência, deu início ao Banco Alfa.
O Banco Alfa é uma empresa nacional originária do empreendimento criado pelo banqueiro Aloysio Faria. No segmento financeiro desde 1925, o Alfa está comprometido em oferecer os melhores resultados nos serviços de tesouraria, corporativo e banco de investimento, gestão de ativos, gestão patrimonial e private banking.
Em novembro de 2022, o Banco Safra anunciou a aquisição do Conglomerado Financeiro Alfa por R$ 1,03 bilhão. Em janeiro de 2023, o CADE aprovou essa aquisição. Em outubro do mesmo ano, a compra foi concluída.

## História
O Banco Alfa, antigamente conhecido como o Banco de Lavoura de Minas Gerais, foi fundado em 16 de junho de 1925 por Clemente de Faria, um advogado com forte instinto empreendedor cujo lema era: “O importante é emprestar pouco a muitos”. E a concretização de sua visão de mundo resulta na abertura de uma cooperativa de crédito.
Desde a sua fundação, um dos diferenciais do Banco da Lavoura é a criação da conta econômica para pequenos depósitos (precursora da conta poupança) e um departamento dedicado para crédito pessoal.
O Banco da Lavoura se transforma em sociedade anônima em 1929, e a partir de então, é iniciada uma expansão com a abertura de novas agências, além da incorporação de outras instituições financeiras. Em 1936 inaugura a primeira filial do banco fora do Estado de Minas Gerais, na cidade do Rio de Janeiro.
Durante a década de 1940, o ritmo de crescimento é vertiginoso, o banco é composto pela matriz em Belo Horizonte, e filiais no Rio de Janeiro, São Paulo e Espírito Santo, além de 48 agências e 31 escritórios em Minas Gerais e 03 agências e um escritório no Rio de Janeiro.
Em outubro de 1948, ocorre o falecimento precoce de Clemente de Faria, aos 57 anos. Os seus filhos Aloysio de Andrade Faria e Gilberto de Andrade Faria, herdam a gestão dos negócios.
Em homenagem ao seu fundador, ocorre a inauguração do Edifício “Clemente de Faria” no Centro de Belo Horizonte em 1951. A icônica construção passa a ser a sede do banco e referência arquitetônica em todo o país. O engenheiro e arquiteto Álvaro Vital Brazil recebe o prêmio pelo projeto na categoria de “edifícios de uso comercial” na 1ª Bienal Internacional de São Paulo.
Nos anos de 1950, o Banco conquista a liderança entre os bancos privados brasileiros e alcança a impressionante marca de 500.000 clientes distribuídos pelo país. Em seguida, recebe a carta patente nº 1 tornando-se o primeiro banco a se instalar em Brasília, além de iniciar a sua trajetória internacional com abertura de escritórios de representação em Nova York e Paris.
Em um período de aquisições e muito crescimento é criado o Banco Real de Investimentos, em 1966. Após três anos, o conglomerado muda a sua matriz de Belo Horizonte para São Paulo. Outras empresas financeiras são criadas: a Companhia Real de Investimentos e a Companhia Real de Crédito Imobiliário. Com o grande sucesso, o grupo conquista a posição de maior Banco de Investimentos do Brasil.
O Banco da Lavoura de Minas Gerais passa a ser denominado Banco Real em março de 1971. Após um ano, é constituído o Conglomerado Financeiro Real. Na mesma época, o sistema de automatização chega ao Brasil e o Banco Real, dedicado à comodidade de seus clientes, lança o seu sistema de caixa eletrônico, o Caixa Real Automático.
Nessa década, vários produtos inovadores são criados, como o Fundo Real programado - para os investidores parcelarem seus investimentos; o Realmaster, um cheque especial que proporciona aos clientes sete dias por mês sem juros; a Conta Realmaster Comercial, voltada exclusivamente para empresas; o Realmaster Rural, uma linha de crédito para produtores rurais, dentre outros.
O Dr. Aloysio de Andrade Faria, assim como o seu pai, tem um lema particular, inspirado na frase da bandeira do Brasil: “Ordem sem Progresso é inútil; Progresso sem Ordem é falso”. E continuamente o Banco Real se mantém como o maior banco privado brasileiro no exterior, com 55 agências distribuídas em 20 países. O Banco Real del Paraguay se torna a terceira maior instituição do Paraguai, da mesma forma o Banco Real del Uruguay também ocupa a mesma colocação em seu país, e o Banco Real da Colômbia configura entre os dez maiores bancos da Colômbia.
Em junho de 1998, o Banco Real, a quarta maior instituição bancária privada do Brasil, tem o seu controle acionário vendido para o banco holandês ABN AMRO Bank.
Após a negociação da venda do Banco Real, em 1999, é constituído o Conglomerado Financeiro Alfa, formado pelas empresas financeiras que não foram vendidas e eram administradas por Aloysio de Andrade Faria. Dentre elas: Banco Real de Investimento, Real Financeira, Real Leasing, Real Arrendamento Mercantil e Real Corretora.
Logo em seguida, são constituídos o Banco Alfa e a Seguradora Alfa. No final de seu primeiro ano de vida, o Banco Alfa alcança um crescimento de 76,7% em sua carteira de crédito, adiantamento sobre contratos de câmbio e leasing, totalizando 2.259 bilhões. Também alcança o sucesso com o aumento em sua atuação no mercado de varejo com empréstimos pela sua financeira e pela Alfa Leasing.
Com a desenvolvimento tecnológico, o Banco Alfa chega ao novo milênio acompanhando as inovações mercadológicas com o lançamento do Internet Banking Alfanet. A instituição amplia as suas conquistas ao ganhar a concorrência para administrar o fundo de investimentos dos funcionários da Petrobrás.
Nos anos 2000, o Fundo Alfa Plus FIF é considerado um dos mais rentáveis fundos multicarteira do país, ganhando cinco estrelas no Guia Exame 2000 como um dos melhores fundos de investimentos. Concomitantemente, é eleito o segundo melhor fundo muticarteira pelo jornal O Estado de S. Paulo.  O seu fundo Alfa Private Portifólio FAQ FIF também é premiado, eleito em primeiro lugar como melhor fundo multicarteira pelo mesmo jornal. Em 2014, o Banco Alfa é eleito pela Revista Exame um dos 15 bancos que dominam o crédito consignado no Brasil.Ao perpassar os anos com grandes conquistas e desafios, em 2020, a instituição, fecha uma parceria com o SIFUSPESP, por ter como um de seus destaques o fornecimento de empréstimos com juros competitivos para servidores públicos. No mesmo ano, seguindo o seu enfoque em estratégias voltadas para a sustentabilidade, o Banco Alfa recebe do IFC – membro do grupo Banco Mundial - um pacote de financiamento de US$265 milhões para compor a sua carteira de empréstimos para a aquisição de automóveis para consumo sustentável.
No ano de 2021, o Banco Alfa lança o Alfa Cash, um fundo de renda fixa com liquidez diária, que acompanha a taxa de juros, com o foco em empresas que buscam uma gestão eficiente.
Atualmente, o Banco Alfa é considerado um respeitado banco de crédito de varejo e atacado, com uma sólida atuação na administração de recursos de terceiros e gestão de fortunas. Em busca de proporcionar o melhor serviço para os seus clientes, respeitando as diretrizes de ESG, e acompanhando as tendências tecnológicas, um de seus projetos mais atuais é o Alfa Collab Trends, que aborda assuntos voltados à inovação e transformação digital.

### Venda de ativos
Em novembro de 2022, anunciou a venda do Conglomerado Financeiro Alfa para o Banco Safra por R$ 1,03 bilhão, o Safra deve fazer uma oferta pública para aquisição de ações (OPA) do Banco Alfa de Investimento, da Financeira Alfa, do Consórcio Alfa e da Alfa Holdings. Em 2023, também foi anunciada a venda da C&C para o fundo Prisma Capital, através da Arcos Gestão e Investimento. Em 2025, é a vez da Rádio Transamérica a ser vendida pelo Grupo Camargo de Comunicação. O negócio ainda deve ser aprovada pelo CADE.
O grupo também repassou os ativos Hotel Transamérica e Teatro Alfa para o Banco BTG – o espaço dará lugar ao Beyond the Club (BTC), empreendimento de luxo com investimento de R$ 1 bilhão –, o conglomerado ainda busca compradores para a Agropalma, Água Prata, La Basque, Hotel Transamérica de Comandatuba, e Delta Bank.

## Segmentos de atuação
As empresas Banco Alfa de Investimento, Financeira Alfa, Alfa Arrendamento Mercantil, Alfa Leasing, Alfa Corretora de Câmbio e Valores Mobiliários atuam no setor financeiro; as empresas Alfa Seguradora e Alfa Previdência e Vida atuam no setor de seguros; Rede Transamérica de Hotéis, atua no setor hoteleiro; C&C Casa e Construção, atua no ramo de materiais de construção; Agropalma, atua no ramo de agropecuária e agroindústria; Águas Prata, companhia de águas minerais; sorvetes La Basque, companhia de alimentos; Teatro Alfa e o Transamérica, centro de convenções e cultura; e Rádio Transamérica e TV Transamérica, no setor de telecomunicações.

## O Conglomerado

### Banco Alfa
Com sede em São Paulo, o Banco Alfa é uma das instituições financeiras mais tradicionais do País. Há quase um século no mercado, oferece um leque de produtos variados, que abrangem serviços em fusões e aquisições, asset management, private banking, wealth management, pessoas físicas e jurídicas.
Sempre atento às necessidades do mercado, o Banco Alfa lança o AlfaCash em 2021, um fundo de renda fixa, com liquidez diária, que acompanha a taxa de juros (CDI).

### Banco Alfa de Investimento
O Banco Alfa de Investimentos é um dos mais importantes ativos do Conglomerado Alfa. A instituição financeira atua nos principais segmentos de crédito a pessoas físicas e jurídicas; tesouraria, administração de recursos de terceiros, private banking, entre outros. Em 2021, o ativo total do Banco Alfa de Investimentos ultrapassava R$ 20,2 bilhões. O Banco Alfa de Investimento é uma companhia aberta com ações ordinárias e preferenciais.

### Financeira Alfa
A Financeira Alfa oferece produtos e serviços variados que vão desde opções de crédito consignado, empréstimo com garantia de veículos e empréstimo pessoal até financiamento de veículos, embarcações e aeronaves.  
Os ativos totais da Financeira Alfa somam cerca de R$ 5,9 bilhões em 2021. É uma Companhia aberta, controlada pela Holding Alfa, a empresa tem suas ações ordinárias e preferenciais negociadas na B3.

### Alfa Corretora
Atua na compra e venda de ações, oferta pública de títulos privados e distribuições (CRI e CRA), além de intermediação de títulos públicos e contratos negociados na B3.
Em 2020, foi considerada uma das melhores corretoras para Tesouro Direto, pois os home brokers estão integrados ao sistema do Tesouro, o que facilita muito para os investidores.

### Alfa Arrendamendo Mercantil
Conhecida como Alfa Leasing, atua no mercado desde 1975 e possui uma das maiores frotas de veículos de passeio arrendados do país. Suas taxas são competitivas, com agilidade na aprovação de crédito, segurança e total assistência ao arrendatário. Tendo entre seus clientes grandes grupos empresariais, a Alfa Leasing possui também, entre seus bens arrendados, frotas de veículos pesados, ônibus, grandes redes de informática e equipamentos destinados à produção.

### Alfa Seguros
Seguradora com diversas opções de produtos e serviços para empresas, pessoas físicas e bens, disponibiliza seguros para empreendimentos, veículos em geral e acidentes pessoais, entre outros.  
A Alfa Seguros sempre atenta aos acontecimentos atuais e projeções futuras, analisa o cenário da economia para 2021, em um evento digital para corretores de seguros. Dessa forma, busca ressaltar a competência do Alfa para lidar com os impactos do setor, assim, os corretores podem ficar mais preparados para mudanças de estratégias nos seus negócios.

### Previdência Alfa
Oferece opções de investimento em previdência privada para clientes que desejam poupar dinheiro para o futuro ou garantir uma reserva para a aposentadoria. Segundo ranking anual publicado pela Revista Valor Investe, nos últimos anos, a Alfa Previdência teve fundos de renda fixa avaliados entres melhores do mercado.

### Alfa Collab
Hub de inovação voltado para a aceleração e desenvolvimento de startups parceiras. Lança em 2021, o seu primeiro desafio aberto focado nas startups. O foco é para que desenvolvam soluções que acelerem a digitalização de uma seguradora.

### Hotelaria

#### Hotel Transamérica
O Hotel Transamérica de São Paulo é sucesso desde 1985 com expertise em hospitalidade, possui localização privilegiada, próximo aos principais centros empresariais da cidade. Em 2022, o empreendimento foi vendido para o Banco BTG.

#### Transamérica Comandatuba
O Hotel Transamérica Ilha de Comandatuba, inaugurado em março de 1989, está situado no município de Una, na Bahia.

#### Transamérica Hospitality Group
O Transamérica Hospitality Group, fundado em 1972, é um braço da Rede de Hotéis Transamérica, considerada uma das maiores redes administrativas de hotéis do país. Mantém a administração de mais de 21 empreendimentos. Localizados nas cidades de São Paulo, Jaguariúna, Campo Grande, Ribeirão Preto, Curitiba e Recife. Em 2019, uma das novidades é a criação da categoria FIT Transamérica, que oferece soluções de hospedagens simples, práticas e criativas, com serviços compactos de qualidade e tarifas reduzidas.
Em 2021, a Transamérica Hospitality Group e a Atlantica Hospitality International anunciam uma aliança estratégica que transfere o direito de explorar e desenvolver com exclusividade a marca Transamérica.

### Materiais de Construção

#### C&C Casa e Construção
A C&C é uma das maiores empresas varejistas brasileiras, atuante no setor de construção, reforma e decoração. Fundada em 2000, por meio da fusão entre as companhias Conibra e Madeirense, no ano seguinte tornou-se pioneira na venda de produtos de construção pela internet. No ano de 2001, adquiriu parte da rede Uemura Home Center e, em 2003, a Castorama. Em 2020, possuía 35 lojas físicas em São Paulo, Rio de Janeiro e no Espírito Santo.

### Agropecuária e Agroindústria

#### Agropalma
Em 1982, teve início o Grupo Agropalma, com a fundação da empresa Companhia Real Agroindustrial (CRAI). O projeto começou em Tailândia, no Pará, com o cultivo de palma e extração de óleo de palma e óleo de palmiste. O grupo é hoje o maior fabricante de óleo de palma da América Latina e fornece para as principais empresas do setor alimentício e cosmético no Brasil e no exterior.
O grupo conquistou as certificações ISO 22000, FSSC 22000, o Selo Orgânico, emitido pelo IBD e foi considerado pelo Greenpeace como a mais sustentável empresa de óleo de palma do mundo.

#### Águas Prata e Prata Premium Mixers
A empresa Águas Prata é uma envasadora de água mineral, surgida no ano de 1876, no município de Águas da Prata, em São Paulo.
Uma das mais tradicionais empresas no ramo de água mineral brasileira, foi adquirida pelo Conglomerado em outubro de 1994 e está presente em diversas localidades do Brasil, como São Paulo, Rio de Janeiro, Minas Gerais, Paraná, Pará, Distrito Federal, Pernambuco e Goiás.

### Alimentos

#### Sorvetes La Basque
Em novembro de 1980, uma época em que existiam poucas marcas de excelência em sorvete no Brasil, surge a marca La Basque. Aloysio de Andrade Faria, inspirado na marca de sorvetes americana Howard Johnson, busca produzir um sorvete industrializado com o sabor e a qualidade dos sorvetes artesanais. Compra uma fábrica de sorvetes em Campinas e contrata um professor americano da Universidade de Nova Jersey com o intuito de produzir sorvete com controle de qualidade rigoroso e com diversidade de sabores.

#### Sorvetes Baden Baden
Uma das empresas da La Basque, a Sorvetes Baden Baden preza pela inovação e autenticidade dos seus sabores. Com distribuição nas principais redes de supermercados do país, a marca tem duas opções de tamanho, com onze sabores diferentes.

### Cultura

#### Teatro Alfa
O Teatro Alfa foi projetado e construído para ser um espaço de múltiplo uso, equipado com o que há de mais moderno em mecânica cênica, iluminação e sonorização. Inaugurado em abril de 1998, revolucionou o universo das artes no Brasil. Desde 2004, possui um projeto social denominado “Descobrindo o Teatro”, a proposta é gerar a vivência sobre todas as etapas da produção de um espetáculo. O Teatro Alfa abre a temporada de 2021 com espetáculos de dança da São Paulo Companhia de Dança, Grupo Corpo e Cia. e Cia. de Dança Debora Colker.
Em 2022, o empreendimento foi vendido para o Banco BTG.

### Comunicações

#### Rede Transamérica de Rádio e TV
A Rede Transamérica abrange um grupo de emissoras de rádio FM, com 7 emissoras próprias, 74 filiadas pelo Brasil e 3 segmentos: pop, hits e light. Fundada em 1973, com sua primeira transmissão na cidade de Recife, operava, inicialmente, como uma rede totalmente focada no público adulto. Na década de 1990, foi a primeira emissora FM a transmitir em rede via satélite, com o sistema de transmissão analógico e sinal aberto para todo o Brasil. É considerada a maior rede de rádio FM do país.